# 巴吞猜街

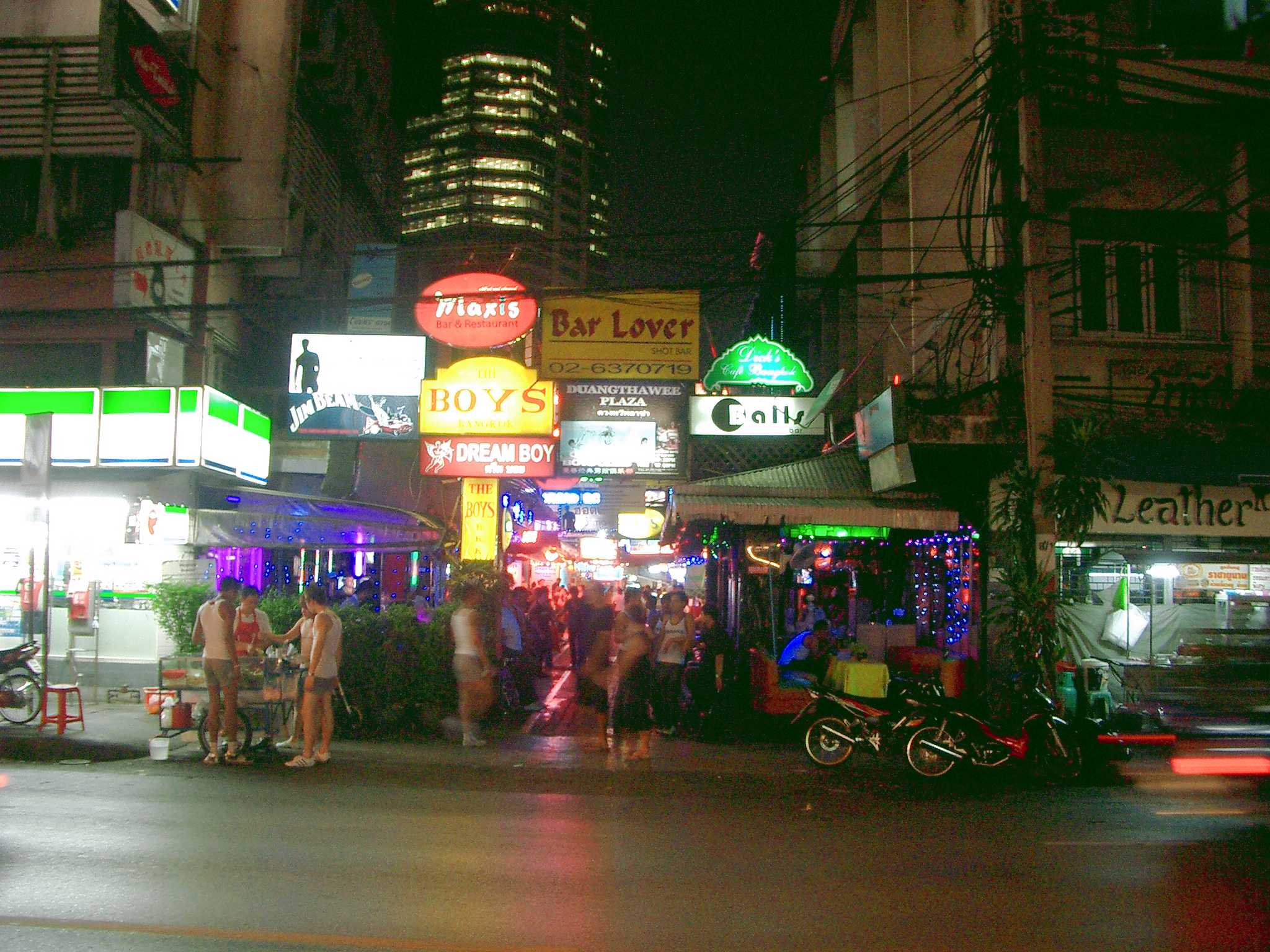
曼谷的巴吞猜街：滿布服務男同性戀酒吧

巴吞猜街是泰國首都曼谷挽叻縣的一條L字形小巷，它的東北端與拍喃四路交界；南端與素理翁路交界，它是為男同性戀服務的酒吧、色情按摩院及妓院的集中地。在曼谷的夜生活裡，若然沒有提及「阿哥哥酒吧」就不算完整的描述。走在素理翁路的橫街：巴吞猜街（渾號：黎明街），盡量避開在街頭招客的公關員，許多酒吧都備有特備節目娛樂賓客，例如：水池韻律泳、艷舞、健體表演、變性人喜劇、衣衫單薄的性感男人。

## 從南至北
從素理翁路的素里翁路旅社(Suriwongse Hotel)向東北至拍喃四路：
- 熱男酒吧 Hot Male Bar
- 香蕉酒吧 Banana Bar
- X男孩酒吧 X-Boys Bar
- X男人酒吧 X men Bar
- 瑪冼是餐館 Maxis Restaurant
- 曼谷男孩酒吧 Boys of Bangkok Bar
- 夢想男孩酒吧 Dream Boy Bar
- 新鮮沙灘男孩酒吧 Fresh Beach Boyz Bar
- X size酒吧 X size Bar
- 狄咖啡館 Dick's Café
- 球類運動吧 Balls Sports Bar
- 泰國曼谷經典男孩俱樂部 Class Boys Club
  - 每晚10時30分及凌晨12時，兩場水中男子韻律泳表演。